# Trochalopteron elliotii
Trochalopteron elliotii là một loài chim trong họ Leiothrichidae.